# Катерина Измајлова (опера)
Катерина Измајлова (рус. Катерина Измайлова) је опера у четири чина (девет слика) руског композитора Дмитрија Шостаковича, праизведена 1962. године.
У стваралачком делу Шотаковича води се као опус 114, као прерада раније опере „Леди Магбет Мценског округа“ (опус 29) праизведене 1936. године.